# 池ノ谷桃太
池ノ谷 桃太（いけのや ももた、1992年9月14日 - ）は、愛知県出身の元子役・俳優。

## 来歴・人物
- 乙女座。血液型A型。
- 身長168cm、体重59kg。
- 活動当時はサンミュージックブレーンに所属していた。

## 出演

### ドラマ
- 天罰屋くれない 闇の始末帖 第2話（2003年、テレビ朝日） - 孝吉 役
- 子連れ狼 完結編（2004年、テレビ朝日）
- 象列車がやってきた（2005年、NHK総合）
- 国盗り物語（2005年、テレビ東京） - 斎藤義龍 役
- 新キッズ・ウォー2（2006年、CBC） - 斉藤昌一 役
- 死ぬかと思った 第5話（2007年、日本テレビ）

### 映画
- 佐賀のがばいばあちゃん（2006年）